# Pancerniki typu Tosa
Pancerniki typu Tosa (jap. 土佐型戦艦 Tosa-gata senkan) – japońskie drednoty, które planowano zbudować w ramach planu 8-8 na początku XX wieku; we wstępnej fazie projektowania znane były pod nazwą Projektu A-127. Okręty miały być powiększoną wersją wcześniejszych pancerników typu Nagato, wyposażoną w dodatkową, dwudziałową wieżę artylerii głównej kalibru 406 mm. Okręty miały być także dłuższe i szersze oraz mieć zanurzenie większe o 25,4 cm (10 cali) przy pełnej wyporności. Projekt posłużył także jako podstawa dla projektu krążowników liniowych typu Amagi.
Typ miał się składać z dwóch jednostek o nazwach „Tosa” i „Kaga”. Budowę obu okrętów przerwano zgodnie z traktatem waszyngtońskim z 1922 roku, zanim którykolwiek z nich został ukończony. „Tosę” zatopiono jako okręt-cel dla artylerii okrętowej w kanale Bungo, podczas gdy „Kagę” przebudowano na lotniskowiec. Po ukończeniu „Kaga” wzięła udział między innymi w ataku na Pearl Harbor i bitwie pod Midway, gdzie została zatopiona przez US Navy.

## Projekt
Typ Tosa, określany na wczesnym etapie jako Projekt A-127, został zaprojektowany przez Yuzuru Hiragę, który odgrywał także główną rolę w tworzeniu projektów pancerników typu Nagato.

### Rozmiary i maszynownia
Okręty miały mieć wyporność standardową 39 900 długich ton (40 500 t) i pełną 44 200 długich ton (44 900 t). Długość na konstrukcyjnej linii wodnej miała wynosić 218 m, całkowita 230 m. Jednostki miały mieć szerokość 30 m i zanurzenie 9,4 m.
Gdy Stany Zjednoczone ogłosiły, że siłownia turboelektryczna zainstalowana na pancerniku USS „New Mexico” działa zgodnie z planem, Japonia rozważała montaż podobnej na nowych pancernikach. Według planów miałaby mieć moc użyteczną 70 000 shp i rozpędzać okręty do prędkości 25,25 węzła oraz dawać zasięg 2500 mil morskich przy prędkości maksymalnej i 7800 przy prędkości ekonomicznej 14 węzłów. Ostatecznie wybrano jednak konwencjonalne rozwiązanie z turbinami Curtisa. Miały napędzać cztery śruby napędowe i być zasilane w parę z 12 kotłów wodnorurkowych typu Kampon (osiem miało być opalanych olejem napędowym, a cztery mieszaniną oleju i węgla). System ten miał dawać moc 91 000 koni, co pozwoliłoby na osiągnięcie prędkości 26,5 w. Maksymalny zapas paliwa miał być równy 3600 tonom oleju i 1800 tonom węgla i przy prędkości 14 węzłów zapewniać zasięg 6500 mil morskich.

### Uzbrojenie
Zaplanowano, że okręty typu Tosa będą miały artylerię główną składającą się z 10 dział kal. 410 mm L/45 w pięciu wieżach dwudziałowych. Działo wystrzeliwało pocisk przeciwpancerny ważący 1000 kg przy pomocy ładunku prochowego o masie 224 kg z prędkością 790 m/s. Działa mogły strzelać z prędkością pomiędzy 1,5 a 2,5 strzału na minutę. Każde miało zapas 90 pocisków, a żywotność luf określono na 250–300 strzałów. Wieże zostały umieszczone w osi symetrii okrętu w następujący sposób: dwie wieże na dziobie (w superpozycji) i trzy za nadbudówką rufową (dwie na podwyższonym pokładzie, trzecia bezpośrednio na rufówce). Ważyły 1004 tony każda i mogły ustawić lufy dział pod kątem od -5 do +30 stopni.
Artyleria średniego kalibru miała się składać z 20 dział kal. 140 mm L/50 zamontowanych w kazamatach na śródokręciu. Działa te wystrzeliwały pociski o wadze 38 kg za pomocą ładunku prochowego o wadze 10,33 – 10,97 kg z prędkością wylotową 850-855 m/s. Maksymalne podniesienie dział miało wnosić 25 stopni, co umożliwiało oddanie strzału na odległość 17 500 m. Cztery, później sześć, dział przeciwlotniczych kal. 120 mm L/45 miało być zamontowanych na śródokręciu. Okręty miały być także wyposażone w osiem wyrzutni torpedowych kal. 610 mm umieszczonych poniżej linii wodnej.

### Opancerzenie
Planowano, że typ Tosa będzie wyposażony w pancerz burtowy o grubości 280 mm nachylony pod kątem 15 stopni. Pancerz burtowy był projektowany tak, by dawać odporność na trafienia pocisków kal. 406 mm wystrzelonych z odległości 12–20 km (13 000–22 000 jardów). Wieże artylerii głównej oraz barbety miały mieć opancerzenie równe 230 i 300 mm, a wieża dowodzenia miała mieć pancerz o grubości 360 mm. Pancerz pokładowy miał mieć 100 mm grubości. Planowano, że pancerniki typu Tosa będą miały grodzie przeciwtorpedowe o grubości 76 mm, które miały być połączone na górze pokładem przeciwodłamkowym (ang. splinter deck) o grubości 38 mm umieszczonym poniżej głównego pokładu.

## Tło budowy jednostek

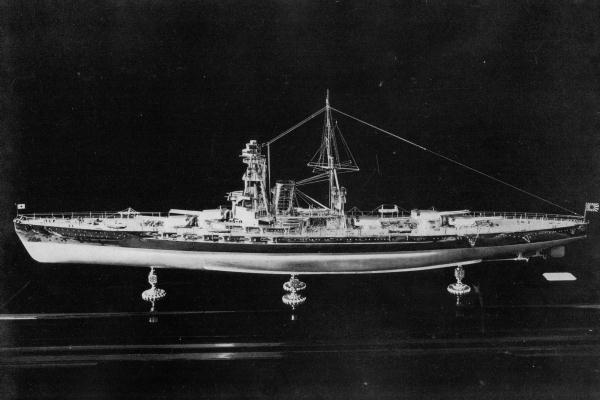
Model pancernika „Kaga”

Doświadczenia z wojny rosyjsko-japońskiej przekonały planistów morskich, że potrzebnych jest więcej szybkich okrętów. 4 kwietnia 1907 r. Cesarska Rada Obrony (ang. Imperial Defence Council) zaaprobowała plan 8-8. Założeniem jego było to, że w składzie marynarki będzie się znajdowało zawsze osiem pancerników i osiem krążowników pancernych młodszych niż 10 lat (później zmodyfikowano założenia na osiem krążowników liniowych i wiek do ośmiu lat). Jednak nadejście nowego rodzaju pancerników – drednotów spowodowało, że od samego początku plan był nierealny. Przy słabej i nierozwiniętej gospodarce oraz dużych obciążeniach, jakim została ona poddana w czasie wojny rosyjsko-japońskiej (Japonia wyszła z wojny zwycięska, ale będąc bankrutem) zwodowanie HMS „Dreadnought” było katastrofą dla Japonii.
W 1907 r. Japonia była w połowie drogi do uzyskania stanu 8-8, mając w służbie dwa nowo zbudowane pancerniki typu Katori oraz dwa dalsze pancerniki (typu Satsuma) w budowie oraz cztery krążowniki pancerne zatwierdzone do budowy lub w budowie. Dodatkowo trzy dalsze pancerniki i cztery krążowniki zostały zatwierdzone do budowy, ale nie przyznano na nie funduszy. Jednak zmiany technologiczne i strategiczne spowodowały, że ówczesne pancerniki (w tym wszystkie japońskie okręty pozostające w służbie lub znajdujące się w budowie) stały się przestarzałe w momencie wprowadzenia do służby HMS „Dreadnought”. Krążowniki pancerne stały się przestarzałe, gdy Wielka Brytania i Niemcy rozpoczęły budowę pierwszych jednostek nowej klasy: krążowników liniowych. Marynarka japońska szybko zrozumiała tę sytuację i zaproponowała zamówienie u Brytyjczyków dwóch krążowników liniowych, z których jeden miał być zbudowany w Wielkiej Brytanii, a drugi w Japonii. Okręty te zostały zamówione (typ Kongo).
W 1910 r. nadal posiadano autoryzację na budowę jednego pancernika i czterech krążowników pancernych. Pancernik – silniej opancerzona wersja okrętów typu Kongo – stał się pierwszym japońskim superdrednotem („Fusō”). Z tym okrętem Japonia pozornie zbliżała się do celu 8-8, ale nowe okręty reprezentowały nowy poziom technologiczny i powodowały, że wszystkie wcześniej zbudowane okręty liniowe stawały się przestarzałe. To oznaczało, iż planiści dążący do floty 8-8 musieliby zmierzać do budowy 7 dalszych pancerników oraz 4 dalszych krążowników liniowych w momencie, gdy Japonia starała się przetrwać światowy kryzys finansowy.
Po propozycjach Marynarki w latach 1911–1912, nawołujących do dużej rozbudowy, rada ministrów zgodziła się na plan 4-4. Zgodnie z nim zostały zatwierdzone do budowy trzy nowe pancerniki, ale żaden krążownik liniowy. Jednak Marynarka nie zgadzała się z tym i dążyła do planu 8-4. Cesarska Rada Obrony (ang. Imperial Defence Council) z kolei naciskała na realizację planu 8-8. Rząd ustąpił i do lipca 1914 r. zdecydował najpierw o poparciu planu 8-4, a następnie 8-8. Plan 8-4 został zaprezentowany Zgromadzeniu Narodowemu w roku 1914. Planowano, że do 1923 r. Japonia będzie posiadała 8 pancerników i cztery krążowniki liniowe. Planowano zbudować dwa pancerniki typu Nagato i dwa typu Tosa. Problemem było to, że stary plan zakładał iż wszystkie okręty wchodzące w skład floty 8-8 miały mieć mniej niż osiem lat. Do chwili ukończenia wszystkich nowych okrętów, „Fusō” i pierwsze dwa okręty typu Kongo byłyby już według tych kryteriów przestarzałe.

## Budowa, jej przerwanie i konwersja
Stępkę pancernika „Tosa” położono 16 lutego 1920 r. w stoczni Mitsubishi w Nagasaki, budowę „Kagi” rozpoczęto 19 lipca 1920 r. w stoczni Kawasaki w Kobe. Obie jednostki zostały wodowane w roku 1921: „Tosa” 18 grudnia, zaś „Kaga” 17 listopada. Pomimo tego, że stępkę „Tosy” położono jako pierwszą, jej ukończenie planowano na marzec 1923 r., podczas gdy „Kaga” miała być oddana 25 grudnia 1922 r. Jednak podpisany przez Japonię traktat waszyngtoński zakładał przerwanie budowy wielu pancerników, w tym dwóch jednostek typu Tosa. Budowę obu okrętów wstrzymano 5 lutego 1922 r. Po skreśleniu z listy jednostek floty 1 kwietnia 1924 r., „Tosa” została zatopiona jako okręt-cel w kanale Bungo 9 lutego 1925 r. Wykorzystano go do ćwiczeń artyleryjskich i testów odporności opancerzenia na eksplozje min i torped. Raporty z tych testów wspominają, że pociski uderzały w okręt poniżej linii wodnej, co mogłoby wyjaśnić późniejsze zainteresowanie japońskiej marynarki pancerzem wewnętrznym. Rezultaty tych ćwiczeń zostały wykorzystane przy projektowaniu pancerników typu Yamato.
Pierwotnie planowano, że „Kaga” także zostanie zezłomowana. Jednak krążownik liniowy „Amagi”, który miał zostać przebudowany na lotniskowiec, został mocno uszkodzony na pochylni w czasie trzęsienia ziemi w Tokio w 1923 r. Oznaczało to, że jego przebudowa zgodna z ustaleniami traktatu waszyngtońskiego była niemożliwa. Przeróbki na lotniskowiec poddano więc pancernik „Kaga”. Konwersja zajęła 5 lat (1923–1928).

## „Kaga” jako lotniskowiec

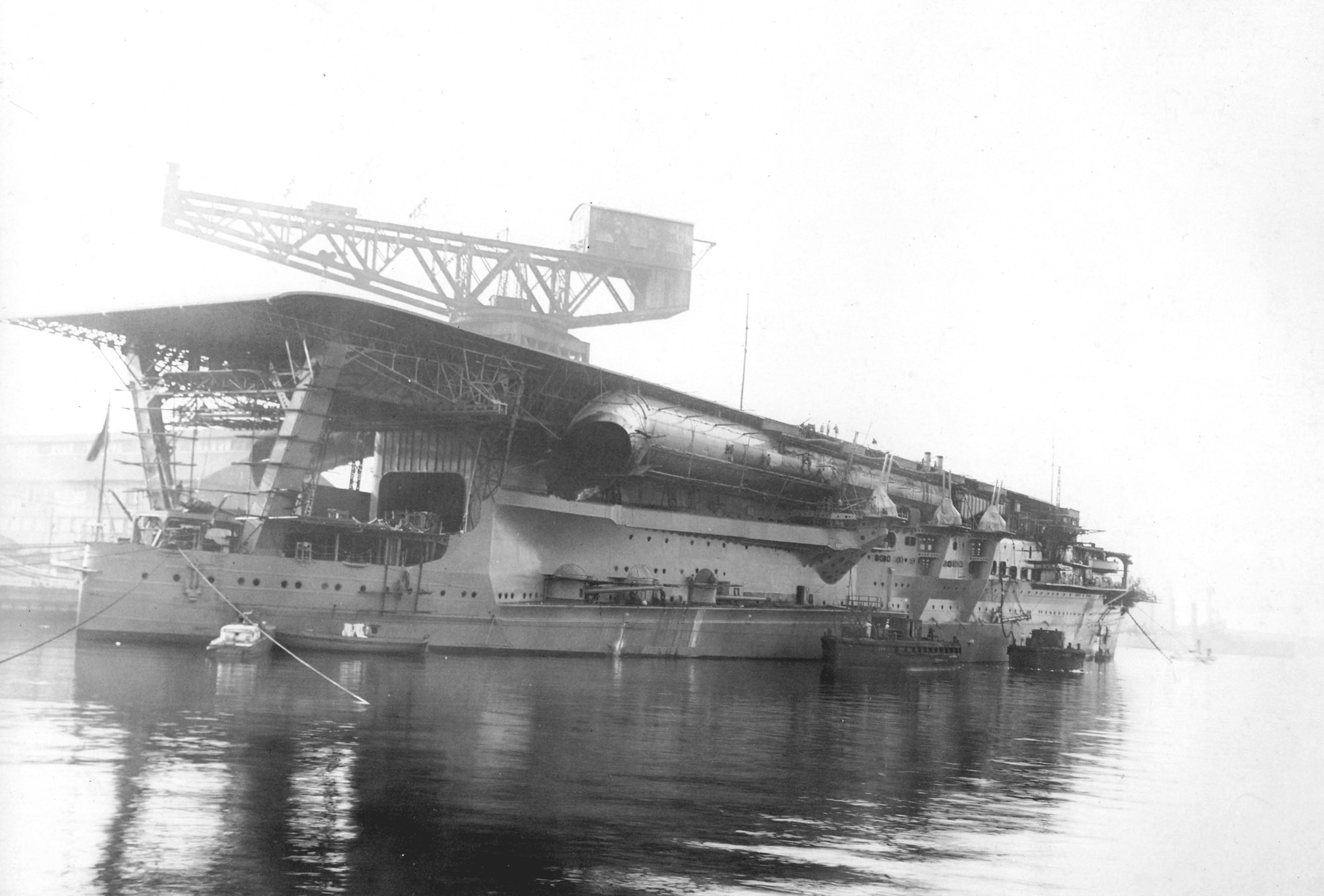
„Kaga” w czasie budowy w stoczni w Yokosuka w listopadzie 1928 r.

Po ukończeniu „Kaga” łączyła w sobie cechy lotniskowca i krążownika. Była uzbrojona w działa kal. 203 mm L/50: dwie wieże dwudziałowe zamontowano po obu stronach pokładu na śródokręciu, sześć pojedynczych dział w kazamatach. Miała także opancerzenie burtowe o grubości 280 mm. Lotniskowiec oficjalnie miał wyporność 29 000 t, ale prawdopodobnie było to bliżej 30 000 t. Okręt miał zasięg 8000 mil przy prędkości 14 węzłów, mógł płynąć z prędkością maksymalną 27,5 węzła. Podobnie jak „Akagi”, „Kaga” została wyposażona w jeden pokład lotniczy przeznaczony do lądowania i dwa mniejsze, umieszczone niżej, służące do startów. Planowano, że samoloty będą startować wprost z hangarów i lądować tylko na górnym pokładzie. Jednak okazało się, że tego typu operacje są niebezpieczne i niemożliwe do przeprowadzenia na wzburzonym morzu. W 1935 r. przeprowadzono przebudowę, w czasie której usunięto dwa pokłady startowe, a główny przedłużono w kierunku dziobu.
Po tej przebudowie lotniskowiec miał oficjalną wyporność 38 200 t (37 600 LT; 42 100 ST). Lepsze kotły pozwalały na osiągnięcie około 28 węzłów, ilość przenoszonych samolotów wzrosła do 90. Pozostawiono jednak dziesięć pojedynczych dział kal. 203 mm, wszystkie znajdowały się w kazamatach. Po udziale w operacjach na terenie Chin, „Kaga” wzięła udział w ataku na Pearl Harbor w grudniu 1941 r. Osłaniała japońskie desanty w pierwszych trzech miesiącach roku 1942, choć w lutym uległa uszkodzeniom po wejściu na rafę. Po naprawie uszkodzeń w kwietniu okręt wszedł w skład zespołu mającego wspierać lądowanie na Midway. Jednak w pobliżu atolu japońska flota została zaskoczona przez pojawienie się m.in. trzech amerykańskich lotniskowców. W czasie bitwy o Midway, z powodu planu admirała Yamamoto, japońskie okręty były rozproszone i nie mogły się bezpośrednio wspierać nawzajem. „Kaga”, wraz z dwoma innymi japońskimi lotniskowcami została zatopiona przez samoloty pokładowe z USS „Enterprise”, „Hornet” i „Yorktown”.